# کندری پائز
کندری پائز (انگلیسی: Kendry Páez؛ زادهٔ ۴ مهٔ ۲۰۰۷) بازیکن فوتبال اهل اکوادور است که در پست هافبک برای باشگاه فوتبال ایندپندینته دل‌وایه در سری آ اکوادور بازی می‌کند. او در جولای سال ۲٠۲۵ به چلسی خواهد پیوست.
وی همچنین در تیم‌های ملی فوتبال زیر ۱۷ سال اکوادور و زیر ۲۰ سال اکوادور بازی کرده‌است.

## سبک بازی
پائز که به عنوان یک دریبل‌ زن بی‌ باک توصیف می‌ شود، از گونزالو پلاتا همکار اکوادوری و لیونل مسی آرژانتینی، که هر دو را در کودکی تماشا می‌ کرد، الهام گرفت تا توانایی دریبل‌ زنی‌اش را بهبود بخشد.